# Felipe Guamán Poma de Ayala
Felipe Guamán Poma de Ayala, ocasionalmente escrito como Felipe Huamán Poma de Ayala (San Cristóbal de Suntuntu, atualmente conhecido como Valle de Sondondo, Ayacucho, 1534 - Lima, 1615), foi um cronista ameríndio de ascendência inca da época do Vice-Reino do Peru.
Guamán Poma dedicou-se a percorrer durante vários anos todo o vice-reino e a escrever a sua obra Primer nueva corónica y buen gobierno, um dos livros mais originais da historiografia mundial. Nesta obra, de 1180 páginas e 397 gravuras, que supostamente terminou de escrever em 1615, mostra-se a visão indígena do mundo andino. A partir dela pode-se reconstruir com muito pormenor vários aspetos da sociedade peruana depois da conquista, enquanto se ilustra a história e genealogia dos Incas com textos em castelhano do século XVI e em quechua comum. A obra tinha como destinatário o rei Felipe III e foi enviada para Espanha, mas extraviou-se pelo caminho. Hoje encontra-se na Biblioteca Real da Dinamarca e é possível consultá-la online.